# IBM DB2
IBM DB2 je moderní relační databázový systém vyvíjený společností IBM. Jedná se o multiplatformní databázi s pokročilými možnosti kontroly dat, jejich využívání a ochrany. V rodině DB2 existují 3 produkty, které jsou si velmi podobné, nicméně rozdílné především hardwarovým řešením, na kterém operují. Konkrétně jsou to: DB2 for LUW (Linux, Unix a Windows), DB2 for z/OS (mainframe) a DB2 for iSeries (dříve OS/400). DB2 LUW produkt běží na mnoha distribucích systému Linux a UNIX distribucí, jako je Red Hat Linux, SUSE Linux, AIX, HP / UX a Solaris, a většina systému Windows. DB2 také pohání IBM InfoSphere Warehouse, což je v podstatě DB2 LUW s DPF (Database Partitioning Feature), masivní paralelní share-nothing architektura datového skladu.
Vedle DB2 vlastní společnost IBM další RDBMS systém: Informix, který IBM koupila v roce 2001.